# Kristian Widmer
Pour les articles homonymes, voir Widmer.
Kristian Widmer, né le 26 octobre 1967 à Zurich, est un Producteur de cinéma et de télévision suisse.

## Biographie
Kristian Widmer est titulaire d'un diplôme en droit de l'université de Zurich et d'un MBA de l'université de Saint-Gall HSG. Widmer commence à travailler dans le cinéma en tant que monteur. À l'origine chez Vega Film, il rejoint Condor Films, l'une des plus grandes et des plus anciennes sociétés de production cinématographique d'Europe (fondée en 1947) en 1994. Pour Condor Entertainment et Condor Commercials, divisions de la société primée aux Oscars, Kristian Widmer travaille en tant que gestionnaire de site et directeur de production sur de nombreux films en Europe, aux États-Unis, en Australie et en Amérique du Sud. En 2001 il  produit Building the Gherkin, un documentaire primé. En 2003, il produit le long métrage Three Against Troy pour le télédiffuseur allemand ZDF. En 2004, il coproduit le film The Ring Thing.